# Ambt Born
Het Ambt Born was een bestuurlijke eenheid binnen het hertogdom Gulik. Het vormde een naar het westen en de rivier de Maas gerichte lob van het Rijnlandse hertogdom. Het  omvatte een veertiental plaatsen en nederzettingen die thans grotendeels zijn gelegen in de Nederlandse provincie Limburg, voor het merendeel behorende tot de gemeente Sittard-Geleen. Het had een haven bij Urmond.

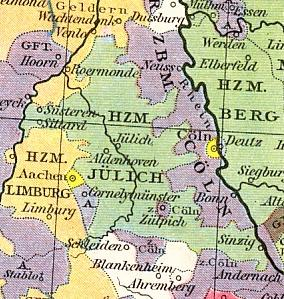
Ligging van het ambt Born binnen het hertogdom Gulik in 1477

## Geschiedenis

### Born als zetel
In 1400 werd Born tezamen met de nabij gelegen stadjes Sittard en Susteren verkocht aan de hertog van Gulik en werd het de zetel van een drost ('ambtman'). Dit Gulikse ambt Born besloeg een gebied op de rechteroever van de Maas bestaande uit de plaatsen en nederzettingen Born, Sittard, Broeksittard, Susteren, Grevenbicht, Buchten, Holtum, Guttecoven, Urmond en Berg (thans alle Nederlands), waarop aan de oostzijde aansloten Tudderen, Wehr, Susterseel en Hillensberg (thans Duits, als zuidelijk deel van de gemeente Selfkant). Ruim vier eeuwen, tot 1815, bleef dit gebied in zijn geheel buiten het achtereenvolgens Habsburgse / Spaanse / Oostenrijkse, dan wel Staatse / Nederlandse territorium. Het was Guliks en werd zo nadien (in de achttiende eeuw) Pruisisch.

### Sittard als zetel
In 1709 verschoof de zetel van het ambt naar Sittard. Gedurende de Franse tijd, tussen 1794 en 1800, maakte het voormalige ambt deel uit van het Departement van de Roer en het kanton Sittard daarbinnen.

### Opdeling van het gebied
Na het Congres van Wenen (1814-1815) kwamen de bovengenoemde vier plaatsen in de Selfkant, samen met Saeffelen, Havert en Wehr (ook in de Selfkant), aan de Pruisische Rijnprovincie. Het overige, westelijke deel van het kanton Sittard kwam aan het Verenigd Koninkrijk der Nederlanden. De grens met Pruisen werd toen aan de oostkant vastgelegd met onder meer Nieuwstadt en Sittard aan de Nederlandse kant en Millen en Tudderen aan de Pruisische (later Duitse). Zij is sindsdien zo gebleven, behoudens een beperkte periode na de Tweede Wereldoorlog (1949-1963), toen de Selfkant in het kader van de Wiedergutmachung aan het Nederlandse grondgebied was toegevoegd en daarbij als ambtelijke benaming 'drostambt Tudderen' kreeg. 